# ماتیو ورشوئره
ماتیو ورشوئره (انگلیسی: Matthieu Verschuère؛ زادهٔ ۸ فوریهٔ ۱۹۷۲) بازیکن فوتبال اهل فرانسه است.
از باشگاه‌هایی که در آن بازی کرده‌است می‌توان به باشگاه فوتبال زولته وارخم، باشگاه فوتبال خنت، و باشگاه فوتبال سدان اشاره کرد.